# リグロードサーガ
『リグロードサーガ』は、1995年7月21日にセガから発売されたセガサターン用ゲームソフト。ジャンルはシミュレーションRPG。
後の『シャイニング・ウィズダム』、『魔法騎士レイアース』、『ガーディアンヒーローズ』、『リンクル・リバー・ストーリー』、『ドラゴンフォース』、続編の『リグロードサーガ2』等に続く「ハマるロープレプロジェクト」シリーズの第1弾タイトルソフト。

## キャラクター
アーサー
『クィーンズランド女王国』の王子。
ムサシ
『ヤマタイ国』の戦士。
エリーゼ
『クィーンズランド女王国』の僧侶。
ヘクター卿
『クィーンズランド女王国』の退役軍人。
シシマル
国を追われた獣面の戦士。
アケビ
ムサシに従う式神。
クロヤシャ
ムサシに従う式神。
ゲンユウサイ
『ヤマタイ国』の魔将軍。
影のジュウザ
『ヤマタイ国』の幹部。
おぼろ谷のアヤヒメ
『ヤマタイ国』の幹部。
青狼のベルザリオン
『ヤマタイ国』の幹部。
怪僧ラギーニ
『ヤマタイ国』の幹部。
不死のラミューレ
『ヤマタイ国』の幹部。